# Astra-Unceta y Cia SA
Astra Unceta y Cía foi um fabricante de armas espanhol fundado em 17 de julho de 1908 sob o nome de Esperanza y Unceta por Juan Esperanza e Pedro Unceta. Inicialmente localizada na cidade de Eibar, a fortaleza da indústria de armas Basca, a empresa mudou-se em 1913 para Guernica.

## Declínio e falência
Em 1977, Augusto Unceta-Barrenechea, o último gerente de sucesso e proprietário do Astra, foi morto pelo grupo separatista ETA.
Em 1998, sob o impulso do governo basco, foi criada uma nova empresa formada pela fusão da Astra Unceta y Cia com a falida Star Bonifacio Echeverria S.A.; esta nova entidade, denominada ASTAR, teve uma vida curta e encerrou as operações no final do mesmo ano.
A maioria dos edifícios foi demolida em 2006, exceto a antiga sede que foi salva graças à mobilização da comunidade.

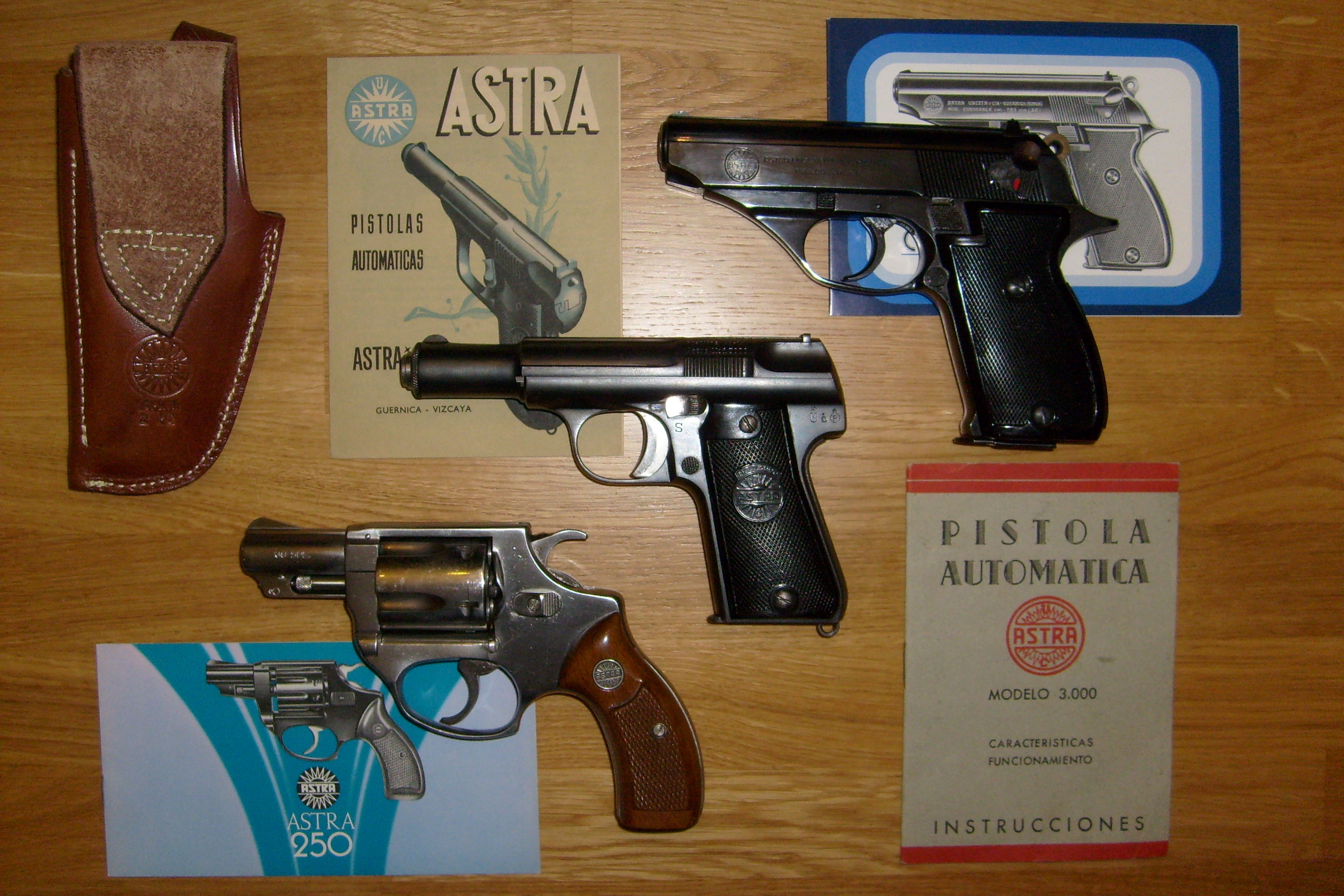
Armas curtas da Astra: o revólver 250 INOX e as pistolas 3000 e Constable.

## Astra Arms S.A. - Suíça
Em 2008, 100 anos após a fundação da Esperanza y Unceta (Astra Unceta y Cía), empresa suíça de fabricação de armas de fogo, fundada pelo empresário italiano Massimo Garbarino e localizada na cidade de Sion, adotou o nome de Astra Arms SA e assumiu a direitos sobre a marca comercial Astra. A Astra Arms SA estabeleceu uma linha de fabricação de pistolas do tipo 1911 de alto nível (o modelo "U.S." e o modelo "Daytona"), bem como uma linha de fabricação de fuzis AR-15 (os modelos "StG-15" e "StG-4"), para ser distribuído nos mercados civis que na época não tinham produtos americanos semelhantes, cuja exportação requer a emissão de um certificado de usuário final. Atualmente, os produtos da Astra Arms S.A. são distribuídos no mercado civil europeu e no mercado militar da América do Sul e Central, asiático e africano.